# Sverre Grøner
Sverre Grøner (Gjerpen, 17 de setembro de 1890 — Oslo, 3 de fevereiro de 1972) foi um ginasta norueguês que competiu em provas de ginástica artística.
Grøner é o detentor de uma medalha olímpica, conquistada na edição britânica, os Jogos de Londres, em 1908. Na ocasião, competiu como ginasta na prova coletiva. Ao lado de outros 29 companheiros, conquistou a medalha de prata, após superar a nação da Finlândia e encerrar atrás da seleção sueca.